# Jessica Salazar
Jessica Salazar Valles (ur. 21 września 1995 w Guadalajarze) – meksykańska kolarka torowa, srebrna medalistka mistrzostw świata.

## Kariera
Pierwszy sukces w karierze osiągnęła w 2015 roku, kiedy zdobyła trzy medale podczas mistrzostw panamerykańskich w Santiago: złote w wyścigu na 500 m i sprincie drużynowym oraz brązowy w keirinie. Na mistrzostwach panamerykańskich w Aguascalientes zwyciężała w wyścigu na 500 m, sprincie indywidualnym i sprincie drużynowym. Następnie wygrała w wyścigu na 500 m na mistrzostwach panamerykańskich w Couvie w 2017 roku, sprincie drużynowym i wyścigu na 500 m na mistrzostwach panamerykańskich w Aguascalientes w 2018 roku oraz wyścigu na 500 m na mistrzostwach panamerykańskich w Cochabambie w 2019 roku. W 2019 roku wystąpiła także na igrzyskach panamerykańskich w Limie, gdzie dwukrotnie stawała na podium: w sprincie drużynowym była najlepsza, a w madisonie zajęła trzecie miejsce. Ponadto wywalczyła srebrny medal w wyścigu na 500 m podczas mistrzostw świata w Berlinie w 2020 roku. W zawodach tych rozdzieliła Niemkę Leę Friedrich i Włoszkę Miriam Vece.